# Gróf Ödön
Gróf Ödön (Netecse, Szlavónia, 1915. április 15. – San Francisco, 1997. január 16.) olimpiai bronzérmes úszó, edző.

## Életrajza
Pécsett jogot tanult, majd tűzoltószázados lett.
1930-tól a Pécsi Atlétikai Club ifjúsági sportolójaként Várnagy Elemér tanítványa volt. Még ebben az évben Szigetváron úszóversenyen vett részt. Első ifjúsági magyar bajnoki címét 1931-ben szerezte. 1933-ban meghívták a berlini olimpiára készülő válogatott keretbe. 1934-től az UTE (Újpesti Torna Egylet) úszójaként versenyzett. Az 1934. évi magdeburgi Európa-bajnokságon a Gróf Ödön, Maróthy András, Csik Ferenc, Lengyel Árpád összeállítású gyorsváltó tagjaként aranyérmet nyert. Az 1935-ben és 1937-ben rendezett főiskolai világbajnokságokon összesen négy első- és egy második helyezést ért el. Az 1936. évi nyári olimpiai játékokon tagja volt a Lengyel Árpád, Abay Nemes Oszkár, Gróf Ödön, Csik Ferenc összeállítású, bronzérmet nyert gyorsváltónak.  A magyar gyorsváltóval két alkalommal úszott világcsúcsot és két alkalommal Európa-csúcsot.
1945-ben történt visszavonulása után az UTE, illetve az Újpesti Dózsa úszószakosztályának vezetőedzője lett. Tanítványai közül Magyar László az 1954. évi torinói Európa-bajnokságon két ezüstérmet, az 1954. évi budapesti főiskolai világbajnokságon két aranyérmet nyert.
Az 1956-os forradalom után külföldre távozott és az Egyesült Államokban telepedett le. 1982-től a Magyarország örökös úszóbajnoka cím tulajdonosa. Az Egyesült Államokban hunyt el, Budapesten helyezték örök nyugalomra.

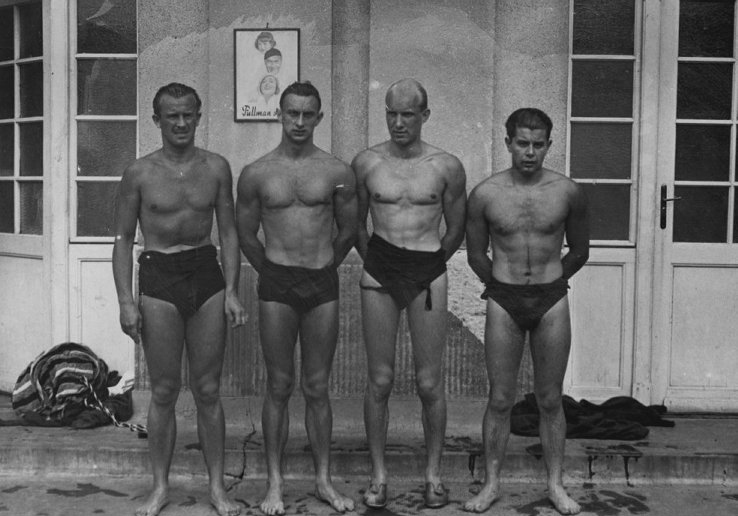
Úszóváltó 1935-ben (balról jobbra): Szabados László, Csik Ferenc, Lengyel Árpád, Gróf Ödön

## Sporteredményei
- olimpiai 3. helyezett (1936: 4 × 200 m gyors)
- Európa-bajnok (1934: 4 × 200 m gyors)
- háromszoros Európa-bajnoki 4. helyezett (1938: 400 m gyors, 1500 m gyors, 4×200 m gyorsváltó)
- négyszeres főiskolai világbajnok (1935: 4 × 200 m gyorsváltó ; 1937: 400 m gyors, 1500 m gyors, 4 × 200 m gyorsváltó)
- főiskolai világbajnoki 2. helyezett (1935: 400 m gyors)
- magyar bajnok:
  - 440 yard gyors: 1935–1939
  - 200 m gyors: 1937, 1938
  - 800 m gyors: 1936–1939
  - 1500 m gyors: 1936–1938
  - 4×100 m gyors: 1937, 1938, 1940, 1941, 1943
  - 4×200 m gyors:  1938–1942
  - folyamúszás: 1940
- világcsúcsai:
  - 1937: 4 × 100 m gyorsváltó – 4:06,6 (Zólyomi Gyula, Kőrösi István, Gróf Ödön, Csik Ferenc)
  - 1938: 4 × 100 m gyorsváltó – 4:02,0 (Zólyomi Gyula, Kőrösi István, Gróf Ödön, Csik Ferenc)
- Európa-csúcsai:
  - 1935: 4 × 200 m gyorsváltó – 9:14,8 (Angyal István, Csik Ferenc, Lengyel Árpád, Gróf Ödön)
  - 1936: 4 × 200 m gyorsváltó – 9:10,8 (Abay Nemes Oszkár, Csik Ferenc, Gróf Ödön, Lengyel Árpád)

## Rekordjai
400 méter gyors
- 4:47 (1937. május 30., Tunisz) országos csúcs (25 m)

800 méter gyors
- 10:16,4 (1936. július 26., Budapest) országos csúcs

1500 méter gyors
- 20:12,4 (1936. augusztus 22., Budapest) országos csúcs
- 20:04,4 (1937. augusztus 7., Budapest) országos csúcs
- 20:02,2 (1938. július 17., Budapest) országos csúcs

## Díjai, elismerései
- Magyar Népköztársasági Sport Érdemérem arany fokozat (1953)[3]
- Sport Érdemérem ezüst fokozat (1955)[4]